# Théodore Cogniard
Charles-Théodore Cogniard (Parigi, 30 aprile 1806 – Versailles, 13 maggio 1872) è stato un drammaturgo e regista teatrale francese, fratello dell'autore Jean-Hippolyte (1807-1882).

## Biografia

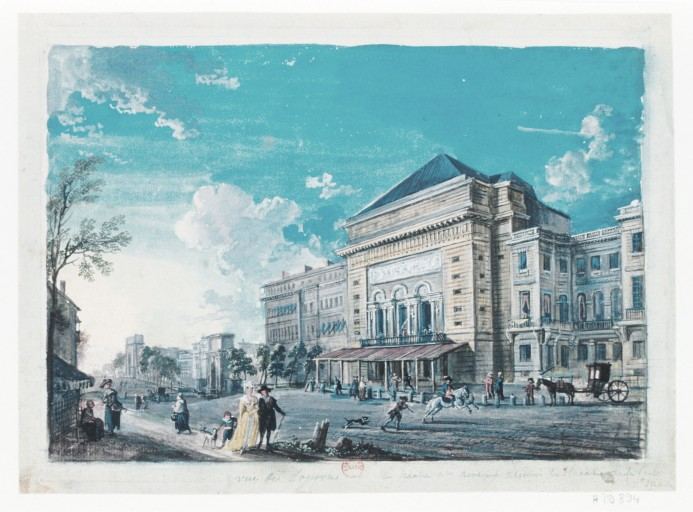
Théâtre de la Porte Saint-Martin verso il 1790.

Charles-Théodore Cogniard era figlio di Jérôme Cogniard, dentista, e di Marie Rose Joséphine Koller.
Studiò medicina; ma dopo un viaggio in Italia e un soggiorno a Napoli, una volta rientrato a Parigi, decise di dedicarsi 
al teatro.
Charles-Théodore assieme a Jean-Hippolyte ha formato una fertile coppia di autori drammatici e di direttori del teatro francese.
Ha esordito giovanissimo e ha firmato un numero ragguardevole (circa 200) di testi teatrali, vaudevilles, riviste, melodie e operette, nell'arco di un quarantennio di attività gratificata dal successo.
Le sue opere preferite sono state vaudevilles a sfondo moraleggiante, fééries fantasiose, operette, realizzate in modo da soddisfare le esigenze di un pubblico parigino di gusto romantico non troppo esigente.
Le sue opere si caratterizzarono per l'ironia gioconda e la brillantezza, nelle quali emergono i sentimenti, spesso acuti come nel Povero Giacomo.
Soprannominato, assieme al fratello, "i gemelli siamesi avanspettacolo", guidò il Théâtre de la Porte Saint-Martin dal 1840 al 1845, lasciando a Jean-Hippolyte la direzione del Théâtre du Vaudeville, oltre al Théâtre des Variétés dal 1854 al 1869. Fu sotto la sua direzione che Jacques Offenbach creò le sue opere più importanti: La belle Hélène, Barbablù, La granduchessa di Gérolstein e La Périchole.
Nel 1869 Charles-Théodore Cogniard ha acquisito per conto di suo figlio Léon le Cirque-Impérial, ribattezzato da lui Théâtre du Château d'Eau, che ha diretto fino alla morte prematura di Léon, nel marzo 1870.
Come autore drammatico, Cogniard ha collaborato, talvolta, con Hector Crémieux, Paul de Kock, Louis François Clairville, Charles Desnoyer, Dumanoir e Paul Siraudin.
Tra le operette firmate da Cogniard si possono citare:
- La Belle Hélène
- Barbe-Bleue
- La Grande-Duchesse de Gérolstein
- La Périchole

Gli altri testi teatrali degni di una menzione furono invece:
- La Cocarde tricolore
- La Révolte des modistes
- Les Deux Borgnes
- L'Agnès de Belleville
- Bobèche et Galimafré
- La Fille de l'air
- Les Enfants du délire
- Le Naufrage de la Méduse
- Les Mille et une nuits
- La Biche aux bois
- Le Royaume du calembourg
- La Poudre de perlimpinpin
- Les Bibelots du diable
- La Grande Marée
- Les Bêtises d'hier
- 1832.: Le Fils de l'Empereur, storia contemporanea in 2 atti, con Louis Marie Fontan e Charles Dupeuty;